# Kylie Minogue (musikalbum)
Kylie Minogue är Kylie Minogues femte studioalbum, utgivet den 19 september 1994. Det är det första albumet utan hitmakarna Stock Aitken Waterman. 

## Låtförteckning
1. "Confide in Me" (Steve Anderson/Dave Seaman/O. Barton) – 5:51
2. "Surrender" (G. DeVeaux/C. Mole) – 4:25
3. "If I Was Your Lover" (J. Harry) – 4:45
4. "Where Is the Feeling?" (W. Smarties/J. Hannah) – 6:59
5. "Put Yourself in My Place" (J. Harry) – 4:54
6. "Dangerous Game" (S. Anderson/D. Seaman) – 5:31
7. "Automatic Love" (G. Mallozzi/M. Sabiu/K. Minogue/I. Humpe) – 4:45
8. "Where Has the Love Gone?" (A. Palmer/J. Stapleton) – 7:46
9. "Falling" (Neil Tennant/Chris Lowe) – 6:43
10. "Time Will Pass You By" (J. Whys/D. Fekaris/N. Zesses) – 5:26

### Bonusspår
Japanska utgåvan
1. "Love Is Waiting" (Album version) (M. Percy/T. Lever/T. Ackerman) – 4:52
2. "Nothing Can Stop Us" (7" version) (B. Stanley/P. Wiggs) – 4:06

Kanadensiska utgåvan
1. "Confide in Me" (Franglais version) (S. Anderson/D. Seaman/O. Barton) – 5:53

Låten "Time Will Pass You By" planerades att utges som fjärde och sista singel från albumet, men istället släpptes i oktober 1995 singeln "Where the Wild Roses Grow", ett samarbete mellan Kylie Minogue och Nick Cave.